# AutoKratz
autoKratz est un duo de britannique musique électronique, originaire de Londres, composé de David Cox et Russell Crank. Les deux membres se produisent sous les labels discographiques Kitsuné Music et Bad Life (en).

## Biographie
Après avoir composé de nombreux singles bien accueilli, en plus de remixes pour le compte de La Roux, Alex Gopher, Fischerspooner et Underworld en 2008, le groupe compose un mini-album, Down & Out In Paris & London. Ce dernier est accueilli par de nombreuses publications dont la NME. Leur dernier single Stay The Same, attend la première place du magazine DJ Magazine Hype Chart. En juillet 2008, il est rapporté dans les articles de Daily Star et de NME.COM que le groupe est impliqué dans une altercation avec Sex Pistol John Lydon pendant leur tournée à l'événement Live At Loch Lomond. Lydon aurait exigé d'autoKratz de sortir de leur voiture,.
Leur premier album longue durée, Animal, commercialisé en juin 2009, est favorablement accueilli, dont par IDJ qui lui attribue 10/10, Mixmag (album du mois), Artrocker Clash Magazine et Financial Times. Le groupe légendaire techno, Underworld, leur a demandé d'apporter leur soutien à la Brixton Academy en novembre 2008. Dès lors, autoKratz a apporté son soutien à The Prodigy à Tokyo et a achevé sa première tournée australienne au festival Parklife avec La Roux, Busy P, A-Trak, Tiga et Crystal Castles. En octobre 2009, il embarque pour une tournée de six semaines en Europe pour faire la promotion de leur album. Pendant le showbol triple j face au Parklife Festival (en) le 29 septembre 2009, Russell Crank fait perdre son équipe. Le score final était pour triple j — 4, et Parklife — 3. Les joueurs de Parklife impliquaient Lady Sovereign, Tiga, Busy P, autoKratz et Art vs. Science (en). Les joueurs de triple j impliquaient Scott Dooley (en), Jude Bolton (en), Dave Williams, Danielle Brogan (en) et les auditeurs de triple j. En 2010, le groupe continue sa tournée mondiale, et atteint le top aux festivals Wireless à Londres, et Melt Festival en Allemagne.
Le second album d'autoKratz, Self Help for Beginners, est commercialisé le 21 juin 2011. Il est positivement accueilli avec un 4/5 par Q Magazine. Le premier single de l'album s'intitule Opposite of Love qui a pour la première fois été diffusé sur BBC Radio 1 avec Jaymo & Andy George. Lalbum a vu naître la collaboration avec certaines de leurs idoles dont le bassiste de New Order, Peter Hook, le guitariste de Primal Scream, Andrew Innes, et le producteur de Primal Scream & Kasabian, Jagz Kooner. Avec le succès grandissant de leur label Bad Life, une partie de l'année 2011 voit le retour d'autoKratz avec une nouvelle sonorité mixée et axée electro et techno. Les singles de leur EP autoKratz present Bad Life #1 intitulé Heart Attack Man et Sucker Sirens, sont classés dans le Mixmag's Electro Tune of the Month en janvier 2012. Ils sont suivis par Faith, une collaboration avec Lee Mortimer, qui a également été positivement accueilli par Mixmag en février 2012, en tant que DJ Magazine's Tune of the Month. Le groupe participe à Future Techno.

## Discographie

### Albums et EPs
- Down & Out In Paris & London - EP / Mini album (2008, Kitsuné)
- Animal - Album (2009, Kitsuné)
- Self Help for Beginners (2011, Bad Life)

### Singles
- reaKtor - Single / Maxi (2007, Kitsuné Music)
- 1000 Things - Single / Maxi (2008, Kitsuné Music)
- Pardon Garçon (rewerk) - Single / Maxi (2008, Kitsuné Music)
- Stay the Same - Single / Maxi (2008, Kitsuné Music)
- Stay the Same Remixes - Single / Maxi (2008, Kitsuné Music)
- Always More - Single / Maxi (2009, Kitsuné Music)
- Opposite of Love - Single / Maxi (2011, Bad Life)
- Becoming the Wraith - Single / Maxi (2011, Bad Life)
- autoKratz present Bad Life#1 - Single / Maxi (2011, Bad Life)
- Faith (autoKratz album - Single / Maxi (2011, Bad Life)
- autoKratz present Bad Life#2 - Single / Maxi (2012, Bad Life)